# Rio Aavoja
O rio Aavoja é um rio do norte da Estônia, com 23 km de extensão.